# 博罗江卡市镇
博罗江卡镇级市镇（烏克蘭語：Бородянська селищна громада），是乌克兰基辅州布恰区的一个市镇，行政中心为博羅江卡。市镇面积为513.47平方公里，人口数量为25,407人（2020年）。

## 聚居点
该市镇包括一个镇（博羅江卡）和31个村庄：
- 貝雷斯強卡
- 邦達爾尼亞
- 瓦布利亞
- 大利斯
- 維什尼亞基
- 沃利察
- 哈伊
- 哈林卡
- 德米特里夫卡
- 德魯日尼亞
- 扎哈利齊
- 卡恰雷
- 科布利茨基利斯
- 科布利察
- 红里赫
- 邁達尼夫卡
- 米爾恰
- 米哈伊倫基夫
- 内布拉特
- 新布達
- 新赫雷布利亞
- 新扎利夏
- 新科羅霍德
- 奧澤爾希納
- 皮利波維奇
- 波塔什尼亚
- 舊布達
- 塔利斯凯
- 托爾夫亞內
- 希貝內
- 亞茲溫卡